# Parafia św. Teresy od Dzieciątka Jezus w Pietropawłowsku Kamczackim
Parafia św. Teresy od Dzieciątka Jezus w Pietropawłowsku Kamczackim – rzymskokatolicka parafia znajdująca się w Pietropawłowsku Kamczackim, w diecezji Świętego Józefa w Irkucku, w dekanacie magadańskim, w Rosji. Jedyna parafia katolicka w Kraju Kamczackim.
W Esso parafia posiada kaplicę dojazdową pw. św. Piusa z Pietrelciny.

## Historia
Katolicy byli obecni w Pietropawłowsku Kamczackim już przed rewolucją październikową. Pierwszym po upadku ZSRS kapłanem katolickim w mieście był ks. Jarosław Wiśniewski, który przybył tu w 1999. Katolicy początkowo gromadzili się w kaplicy urządzonej w mieszkaniu w bloku. Były plany budowy kościoła, jednak zostały one zablokowane przez władze miejskie, które ugięły się pod protestami prawosławnych. Później zakupiono dom, który po remoncie stał się kaplicą oraz plebanią.